# التخلف الاجتماعي (كتاب)
التخلف الاجتماعي: مدخل إلى سيكولوجية الإنسان المقهور، هو كتاب للأكاديمي والمفكر اللبناني مصطفى حجازي نُشر عام 2001. و تندرج هذه الدراسة حسب الكاتب في إطار علم النفس الاجتماعي العيادي.
و الكتاب صدر عن المركز الثقافي العربي ،و طبع عدة طبعات . و فيه يقدم المؤلف محاولة لدراسة نفسية الإنسان المتخلف، ويشرح في المقدمة كيف أن وجود الإنسان المتخلف يتلخص في وضعية مأزقية يحاول في سلوكه وتوجهاته وقيمه ومواقفه مجابهتها، ومحاولة السيطرة عليها بشكل يحفظ له بعض التوازن النفسي، الذي لا يمكن الاستمرار في العيش بدونه.
هذه الوضعية المأزقية هي أساساً وضعية القهر الذي تفرضه عليه الطبيعة التي تفلت من سيطرته وتمارس عليه اعتباطها، وعلاقة القهر والرضوخ هذه تجاه الطبيعة تضاف إلى قهر من نوع آخر، قهر إنساني.

## ملخص الكتاب
يرى الكاتب أن الإنسان المتخلف يوجد دائما في وضعية مأزقية تفرضها عليه الطبيعة أولا ثم السلطة القاهرة ثانيا ،و من الناحية السياسية فالتخلف هو ثمرة الاستغلال و الاستعباد
يميز الكاتب بين ثلاث أنواع من دراسات التخلف
1. الطريقة السطحية و تركز على الدخل القومي للفرد و التغذية و نسبة الامية
2. الطريقة الاقتصادية تركز على العلاقات الإنتاجية الإقطاعية و مستوى الصناعة
3. الطريقة الاجتماعية و تربط التخلف بسيطرة التقليدانية و التراتبيات الاجتماعية الجامدة

يركز الكاتب على المنظور النفساني للتخلف و بيرز خصائصه و ي و يقدم أمثلة له: و من ابرزها وضعية المرأة في هذه المجتمعات المتخلفة ،إذ تعتبر العنصر الأكثر تلقياً للظلم في مجتمعها وهي تعبير واضح عن الإنسان المقهور. وتلعب العلاقة بين الرجل والمرأة في المجتمع المتخلف دورا مهما من الناحية الدفاعية، حيث يتهرب الرجل من مأزقه بتحميل كل مظاهر النقص والمهانة التي يشكو منها في علاقته بالمتسلط وقهره وقهر الطبيعة للمرأة
كما يشرح المراحل التي يمر منها الانسان المقهور و هي مرحلة القهر و الرضوخ و مرحلة الاضطهاد و مرحلة التمرد و المجابهة و لكل منها خصائصها آلياتها و عقدها.
و من جهة أخرى يعرض المؤلف آليات الانتقام التي يلجأ إليها الإنسان المقهور و منها ما هو خفي مثل الكسل و التخريب و منها ما هو رمزي مثل النكات والتشنيعات
و يخصص المؤلف جزءا من كتابه للحديث عن عقد الانسان المقهور و منها عقدة النقص و عقدة العار و اضطراب الديمومة.، كما يكشف الخصائص الذهنية للتخلف مثل اضطراب منهجية التفكير و قصور التفكير الجدلي. ويبرز الخصائص الذهنية الانفعالية مثل تفشي الخرافة.
و يخصص الكاتب قسما لإبراز الاساليب الدفاعية التي يلجأ إليها الانسان المقهور مثل الانكفاء على الذات و التمسك بالتقليدو الرجوع الى الماضي و الذوبان في الجماعة و التماهي مع المتسلط.

## نقد
يفرد المؤلف أدوات تشريحيه السريري و التحليلي و التقدي على طاولة البحث و و التناول الميداني المفصل ،و يضع الشرائح الاجتماعية تحت مجهر الفحص المدقق، و يلفت النظر إلى أهمية تحليل الظاهرة النفسي لمعرفة أن العلاج قد لا يأتي من التحسن الاقتصادي أو الحد من الكثافة السكانية بقدر ما يأتي من احترام الإنسان ،لكن ما يؤاخذ على الكتاب حياديته المبالغ فيها و سلبيته الباردة في التعاطي مع العديد من القضايا السياسية و الاجتماعية  

## اقتباسات
- كل معرفة لا تحمل في طياتها بذور تجاوزها . و لا تفسح المجال امام هذا التجاوز من الله منهجيا ويجب الحذر منها
- لدى الإنسان المتخلف ميل سحري لأنسنة الطبيعة إنه يصورها على غرار الأم الرحوم المعطاء تارة و على صورة الاب القاسي العنيف الذي ينزل أسد العقاب و شر البلاء بأبنائه تارة آخرى
- إن الأغنية تعبير فصيح عن المعاناة الوجودية عموما . وليس تركزها حول عذاب و آلام العشق سوى ستار يخفي آلام الوجود التي تسقط على علاقة الحب
- كم هي كبيرة الخدمات التي يقدمها الشيطان لكل من السلطة المستغلة و الانسان المقهور و المغبون في العالم النامي 